# 마쓰다이라 노부시게 (마쓰다이라 향)
마쓰다이라 노부시게(松平信重)는 난보쿠초 시대 및 무로마치 시대 초기인 14세기 후반 무렵의 미카와국 마쓰다이라 향의 영주(혹은 고쿠진国人)로, 통칭은 다로자에몬(太郎左衛門, 혹은 다로자에몬쇼죠太郎左衛門少尉)이다.
마쓰다이라씨(도쿠가와씨徳川氏)의 발상지 마쓰다이라 향의 기초를 쌓았던 인물이라 여겨진다. 마쓰다이라 종가의 초대인 마쓰다이라 지카우지와 그의 배하 이시카와 마고사부로(石川孫三郎) 일행이 시나노국에서 헤키카이 군 사카이 촌(酒井村, 혹은 하즈 군幡豆郡 사카이 향坂井郷)을 지나서 마쓰다이라 향에 도래했다. 노부시게는 지카우지가 와카에 능통한 교양과 무용을 높이 평가하여, 데릴사위로 삼아 마쓰다이라 향을 계승하게 했다.